# CALLING 〜黒き着信〜
『CALLING～黒き着信～』（コーリング くろきちゃくしん）は、ハドソンによるWii用ホラーゲームソフト。2009年11月19日に発売された。

## 概要
操作にはWiiリモコンとヌンチャクを使用する。『黒のページ』にアクセスして『境界』に入った主人公たちはその中で様々な物を見つけ、そこから脱出への道を探る。このゲームでは、携帯電話が脱出のための重要なカギを握る。霊からのメッセージの受信や離れた場所への移動、ノイズを録音して過去の会話を聞くなどといった行動を取るのに必要とされる。ただし移動した場合、元の携帯電話は移動元に置きっぱなしになる。境界には迷い込んで出られなくなってしまい怨霊と化した者たちがいるが、彼らへの対処法は無いため、主人公たちは逃げるしかない。
なお、初回プレイのエンディングはバッドエンドであり、真のエンディングにたどり着くためには最低二周プレイする必要がある。
声優には札幌市で活動する俳優やナレーターを起用している。

## あらすじ
インターネット上で噂される『黒のページ』。普段は真っ暗な背景だけのページは時折チャットへと繋がり、そこにアクセスした人間は後に携帯電話に電話が届き、現実世界で昏睡状態に陥り、やがて死ぬといわれている。主人公たちはこのウェブサイトにアクセスし、『境界』という生と死の狭間に迷い込んでしまう。彼らはそれぞれ現実世界への帰還を目指すが、そこで様々な真実と向き合うこととなる。

## 黒のページ
物語の上で語られる架空のウェブサイト。普段は真っ黒な背景があるだけだが、時折チャットルームに繋がる。このチャットルームに繋がったものは、後に自身の所持する携帯電話、もしくは電話に着信が入り、それに出ることによって『境界』に連れ込まれる。なおどのような手段をもってしても、その着信は切れることが無い。『サムサラ』という架空のオカルト雑誌では、死者と話せるということが記されている。
境界に連れ込まれた者は現世では昏睡状態に陥り、その期間境界で過ごすことになる。境界やそこで過ごす死者たちは生者を侵食し、同化しようとする。完全に同化してしまった場合、現世でも死亡してしまう。

## 登場人物

### 主要人物
プレイヤーが操作可能となるキャラクターで、皆『黒のページ』にあるチャットルームで出会っている。ただし作中ではハンドルネームしか知らないため、当然ながら顔見知りはいない。
神楽 凛（かぐら りん）
声 - 上田あや
少々勝ち気な性格の大学生で、本編の主人公である。6年前ある少女と会う約束をしたが果たせなかった。それ以降彼女を探し続け黒のページに辿り着き、アクセスする。
チャットに参加していた時は、自分の本名から引用して、『リン』と言うハンドルネームを使用していた。境界にある学校に飛ばされ、そこでしんいちや白江と出会うが、携帯による転移で様々な場所へ飛ばされ、真相に近付く。
実はチャットで約束をした麗子に会いに行く途中にトラックに撥ねられ、黒宮病院へ運ばれる。入院中、同じ病室にいたのだが、最後までお互いの事に気付かずに終わってしまった。
黒のページの真相を掴んだ彼女は、全ての事を麗子に打ち明ける。会話を終えた後に、自分の病室で飛び降り自殺を行おうとする麗子を助けに向かい、窓際に立つ麗子を抱き止めようとするも、1周目では麗子の身体をすり抜けて彼女自身が闇の中へ飛び降りて死んでしまう。
2周目では白江から麗子の電話番号を貰ったことにより、携帯を用いて全ての事を麗子に伝えることに成功。動揺しながら1周目と同じく自殺しようとする麗子を、かつての日比野の姿と重なるように止めに向かい、彼女を抱きしめながら闇の中に落ちていくが、麗子に感謝の言葉と共に現実世界に戻され、麗子の愛用していた黒猫のぬいぐるみと共に現実世界の自分の部屋に生還を果たす。
涼谷 しんいち（すずたに しんいち）　
序章で操作することになるアニメとオカルトが好きな高校生。愛読しているオカルト雑誌『サムサラ』で黒のページの存在を知りアクセス、境界に取り込まれた。臆病な性格のため、怨霊に付け込まれる。
チャットに参加していた時は、お気に入りアニメ『武装戦士摩子（ぶそうせんしまこ）』から引用して、『マコ』と言うハンドルネームを使用していた。境界にある学校に彷徨う際に凛と出会うが、携帯による転移で近藤家に飛ばされてしまう。
更にそこに現れた麗子によって境界と同化し幽霊と化して、助けを求めながら凛と白江に襲い掛かった。だが鳴り出した黒電話により、頭を抱えながら苦しみ、そのまま凛の前から姿を消した。事実上、彼は死亡した事になる。
岸辺 千代（きしべ ちよ）　
夫である道人の死をきっかけにネットサーフィンを始めたおばあさん。今では近所でもハイテク婆さんと親しまれている。「死者と会える場所があるらしい」との噂を聞きつけ、黒のページを知る。
チャットに参加している時は『ミー』と言うハンドルネームを使用し、老人にもかかわらずネット用語や顔文字を使用するほどの腕前を持つ。境界にある近藤家に飛ばされた直後は異世界に来ていることを正しく認識できていなかった。
道人の霊の導きによって黒宮病院まで辿り着き、千代が境界に来ていることを知った麗子も生前孫のように親しくしてくれた彼女を幽霊にしようとはせず、拾った携帯電話越しに道人から感謝の言葉を贈られた後、現実世界の病室に無事生還した。
老人であるためか、振り向きや走行が出来ず、動きも少々遅めとなっている。また一部のエリアを除き他の幽霊と遭遇しない。
白江 真（しらえ まこと）
声 - 岸健介
弱小出版に勤める編集者で、事件の取材をしていた同僚の不審死に疑問を持ち、単独調査の末黒のページを見つける。34歳。危険を顧みない性格で、神楽凛に多くの情報をもたらす。
チャットに参加している時は『名無し』と言うハンドルネームを使用していた。境界にあるしんいちの部屋（本人曰く『ヲタク部屋』）で目覚めた彼は、かつての同僚である天野からの情報により、携帯による転移で様々な場所へ飛んで行った。
全ての真相を掴んだ後、幽霊と化した天野に襲われ、自身も幽霊と化すが、幽霊になっても生前の強い意思が残っていたために、麗子の電話番号を残し、最後まで凛をサポートした。
プレイヤーの中で唯一電話番号を記録したメモ帳を所有している。幽霊との遭遇が激しいため、難易度は他のプレイヤーより多少高めである。

### 幽霊
黒のページに入った事で境界に飛ばされ、やがて死亡した者達である。プレイヤーに襲い掛かる者もいれば、特定の場所で出没してプレイヤーを驚かす者もいる。
朝霧 麗子（あさぎり れいこ）
謎の不審死事件や黒のページの根源。ピンクのワンピースを着用し、黒猫のぬいぐるみを愛用している。猫のような不気味な黄色い目を持った少女である。
生前は重い病で黒宮病院で長期間入院生活をしていた。当初は担当看護婦の日比野や同じ病室にいた道人に親しまれるほど明るい性格を持っていたが、母親の音信不通、チャットでの悪質な荒らし行為、院内での悪口、道人の死去、鏡子との疎遠、更にチャット上で実際に会う約束をしていた凛が交通事故に遭い面会に来なかったことから約束を破られたと思い酷く落ち込み、入院中の凛の素性に気付かぬまま、その目前で自身の病室の窓から飛び降りて死亡した。
死後は全てに対する怨みと憎しみを抱き、黒のページを生み出して多くのユーザー達を死亡させ、境界に彷徨う幽霊とした。
凛が全てを打ち明けた後、再び自分の病室で飛び降り自殺を行おうとする。
1周目では凛の言葉が届かなかったために、『許さない…みんな…許さない…』と呟きながら闇の中へ消えて行ったが、2周目では凛が携帯を使用した事で言葉が届き、誤解が解かれる。
凛の真意と真実を知った麗子は恨みや憎しみから解放され、自身の自殺を防ごうと自分を抱きしめて共に落ちていく凛に、『ありがとう』という感謝の言葉と自分が愛用していた黒猫のぬいぐるみを託し、彼女を現実世界に戻した。
尚、黒のページ自体を作成したのは彼女だが、境界自体は古来から存在していた。
天野 貞夫（あまの さだお）
弱小出版の記者として勤めていた白江の同僚。謎の不審死事件を探るうちに黒のページに辿り着き、アクセスした事で境界に飛ばされてしまう。自身は幽霊と化して死亡するが、白江に全ての真相を教えるべく、様々な情報を境界に残して彼に辿らせた。
自分のアパートに辿り着いた白江に全てを語るが、共に謎の多い境界を探り続けさせるために彼を死なせ、幽霊とした。
細川＆太田＆小倉
とある高校で集団変死をした3人の女子高生。横暴な言動などから評判が悪く、多くの学生達から酷く迷惑がられていた。オカルト好きらしく、ひとりかくれんぼを飽きるほど行っていたらしい。
境界と同化して幽霊となってからは境界の学校で彷徨っており、生きた人間を見ると積極的に襲ってくる。
通常は単独で行動しているが、3人同時に出現する場合もある。
細川 美咲（ほそかわ みさき）
3人のリーダー的存在である長身の少女。かつてはバレー部のエースアタッカーとして活躍していたが、恐喝問題で退部し、停学処分となった事がある。躾が厳し過ぎる環境に育ったために、両親への反発心が元となり、攻撃的な性格になった。
天井にぶら下がって攻撃したり、相手の前にしがみ付いて視界を暗ませたりする。
太田 久美子（おおた くみこ）
肥満体の少女。両親の離婚を切っ掛けに、ストレス解消と言う理由で過食を始めた。攻撃的ではないが、他人の物を盗んだり隠したりする事を楽しみ、盗難問題を起こしていた。
小倉 舞（おぐら まい）
小柄な少女。2人の下級生だが、他の2人とは違って問題児ではなく、寧ろ害のない女子高生だった。以前は、多くの学生達から酷い虐めを受け、それを共働きの両親に打ち明けられないでいた。細川と太田と組んだ事で虐めはなくなったが、その代わりパシリ扱いされ、本人は2人の事を快く思っていない。ゲームとインターネットが趣味で、それを活かして黒のページに辿り着いた。
近藤 淳二（こんどう じゅんじ）
人形集めが趣味な老人。黒のページに辿り着いた事で原因不明の突然死で他界し、境界にある自身の家に彷徨う幽霊と化した。5年前自分の子供が亡くなった事をきっかけに人形を集め始め、自分で人形を作る事もある。人形を何よりも大切にしており、自分を裏切らないと思っている。そのためか、近所からは気持ち悪がられていたらしい。
根岸 克也（ねぎし かつや）
ネットカフェに通うフリーター。勤めていたバイトをリストラされ、家賃の支払いに困っていた。ネットカフェで黒のページにアクセスした事で死亡し、境界にあるネットカフェに彷徨う幽霊と化した。
加藤 美野里（かとう みのり）
美容室で働いている美容師。店の片付けをしている最中、携帯で黒のページにアクセスした事で死亡した。境界にある美容室に彷徨う幽霊と化し、訪れた白江にハサミで襲いかかる。
他の幽霊とは違って、振り向くと先回りする特性を持つ。
岸辺 道人（きしべ みちひと）
声 - 北脇一徹
千代の夫で、既に他界している。学生服を着た若い頃の姿で境界に迷い込んだ千代の前に現れ、境界にある黒宮病院まで導いた。
千代の携帯を通じ、生前苦労をかけてしまったことへの謝罪と、自分を探すために境界に来てくれた感謝の言葉を伝え、千代を現実世界に戻した。
生前は麗子と同じ黒宮病院に入院していて、お互い孫と祖父のように仲が良かったという。
ちなみに、麗子は『還ノ章』で道人に会うために境界を訪れた千代に「ここへ来たっておじいちゃんはいない」と告げて現実世界に戻そうとしていることから、道人の霊は本来境界にはいないと思われる。
日比野 鏡子（ひびの きょうこ）
黒宮病院で働いていた看護婦で、道人と麗子の担当看護婦だった。しかし道人の他界、そして麗子の自殺を目の当たりにした事で酷く後悔し、黒のページにアクセスして死亡した事から、境界にある病院に彷徨う幽霊と化した。
生前は麗子とはとても仲が良かったが、院内に流れた彼女への悪口、更に母親の音信不通とチャットによる悪質な荒らし行為の原因で距離が離れてしまい、自殺してしまった彼女を救えなかった悲しみと後悔により、自分が書いた日記を院内に残し、凛に助けを求める。
幽霊の中では珍しく襲って来ないタイプで、ヒントを残しプレイヤーのサポートをする。
黒宮 芳夫（くろみや よしお）
黒宮病院を設立した院長。しかし連続的に発生する謎の不審死事件により病院は廃院となり、自身も黒のページにアクセスして死亡し、境界にある病院（主に院長室）に彷徨う幽霊と化した。
自身が育てた病院が廃院となった事に怒りを抱き、プレイヤーに襲い掛かる。
日高 日名子（ひだか ひなこ）
黒宮病院で働いていた看護婦で、日比野の同僚。黒のページにアクセスして死亡した事で、境界にある病院に彷徨う幽霊と化した。
日比野とは違って不気味な笑い声を発しながらプレイヤーに襲い掛かるが、黒宮院長と共に車椅子を押しながら普通に通り過ぎる場面もある。
東海林 恵子（しょうじ けいこ）
声 - 宮田圭子
会社員の女性。出張先のホテルで黒のページにアクセスした事で死亡し、境界にあるホテルの寝室に彷徨う幽霊と化した。連続の出張と少ない給料に不満を抱えていたらしい。
朝霧 夕子（あさぎり ゆうこ）
麗子の母親。入院費を稼ぐために工務店事務とコンビニアルバイトを掛け持ちしており、麗子のことを常に気にかけているものの、会う機会が作れなくなる。あまりの忙しさからバイトも続かなくなり、辞めてしまう。
入院費の支払いも滞るようになっていき、疎遠になった麗子に会いに行くこともできず、生きる自信を無くしていく。その後テレビで麗子が自殺した事を知り、死んだ麗子に何度も謝り続けた。そして彼女は境界にある自身のアパートに彷徨う幽霊と化す。
通常の状態だと、携帯から彼女の泣き声が聞こえる。両手を背後から覆い被せると言った捕獲方法を使って来る。
？？？
赤い服と長い黒髪をした、正体不明の女。通称、『赤い女』。
2周目から登場する。特定のエリアでプレイヤーの前に出現し、その度にWiiの伝言板に彼女から手紙が送られて来る。ストーリー、及び麗子本人との関係性はない。

## 主題歌
オープニング
- Trifonic「Dead Line」

エンディング
- 末廣健一郎「約束の呼び声」

## モバイルサイト
コンピュータ上での公式サイト以外に、『黒のページ』を模したモバイルサイトがある。サイトではアナザーストーリーやゲームの概要などを知ることができる。また、『心霊写真ジェネレーター』や、主題歌の着メロをダウンロードできるサイトへのリンクもある。

## アナザーストーリー
アナザーストーリーは、ゲーム本編とは違った『境界』に迷い込んだ、とある高校の水泳部員たちの物語である。かつて大会で勝っていたのを最終的に敗北させてしまい、それを責められたことを苦に自殺した少年の復讐劇が描かれている。